# Острво
Острво је део копна мањи од континента а већи од хрида (стене, гребена). Може се налазити у реци, језеру или мору. Постоје две главне врсте острва у мору: континентална и океанска острва. Постоје и вештачка острва (острва које је направио човек).
У свету постоји око 900.000 званичних острва. Овај број се састоји од свих званично пријављених острва сваке земље. Укупан број острва у свету је непознат. Можда постоје стотине хиљада малих острва која су непозната и непребројана. Број морских острва у свету процењује се на више од 200.000. Укупна површина светских морских острва је око 9.963.000 квадратних километара, што је слично подручју Канаде и чини отприлике 1/15 (или 6,7%) укупне копнене површине Земље.

## Дефиниција
Према дефиницији која је утемељена на препорукама Међународне хидрографске организације (International Hydrographic Organization) острво је део копна окружен морем са свих страна.
Подела по површини:
- Острво је све до копна потпуно окружено воденом пространством, површине преко 1 km²
- Острвце је копно потпуно окружено воденом пространством, површине од 0.01 до 1 ²
- Хриди[5][6][7][8] и гребени[9][10] су површина мањих од 0.01 km².

## Настајање острва

### Континентална острва
Налазе се близу копна. Одвојили су се од копна због подизања нивоа океана након отапања глечера у плеистоцену.

### Океанска острва
Налазе се даље од копна. Настала су услед тектонског подизања морског дна или нагомилавања вулканског материјала. У тропским областима су настала нагомилавањем корала.

## Највећа острва Европе
1. Велика Британија (Британија) – 215 325 km²
2. Исланд (Исланд) – 102 819 km²
3. Ирска (Британија, Ирска) – 83 849 km²
4. Северно острво (Русија) – 48 904 km²
5. Шпицберг (Норвешка) – 39 044 km²
6. Јужно острво (Русија) – 33 275 km²
7. Сицилија (Италија) – 25 426 km²
8. Сардинија (Италија) – 23 813 km²
9. Североисточна земља (Норвешка) – 14 530 km²
10. Кипар (Кипар) – 9 251 km²[11]

## Класификација острва
Класификација типова острва у уској је вези са карактером и генезом обала.
Према општој подели острва се деле на две велике групе: континентална и самостална.
Континентална острва су некадашњи делови копна (континената) који су делимично спуштени и потопљени под морски ниво услед различитих узрока. Геолошки састав и тектонска структура ових острва указује да су она била део оближњег копна. Она се могу поделити према положају кога заузимају у оквиру басена и према генези. Према положају постоје прибрежна и шелфска. Прибрежна острва налазе се у непосредној близини обала док су шелфска углавном разбацана по континенталном шелфу.
Према начину постанка континентална острва могу бити тектонска, акумулативна и абразиона.
Континентална тектонска острва постала су на ингресионим обалама услед спуштања и потапања под морски ниво облика тектонског рељефа. Тектонска раседна острва су делови хорстова који су остали изнад нивоа мора. Ова острва припадају ингресионим раседним обалама. Изразит пример овог типа су Кикладска острва која су делови потонулог егејског копна које је разбијено радијалним покретима у плеистоцену. Тектонска набрана острва су она острва у чијој структури постоје антиклинале, чији сводови представљају острва. Пример ових острва су далматинска острва.
Континентална акумулативна острва изграђена су од наносног материјала који је продукт неког ерозивног процеса. Потапањем нижих делова акумулираног материјала формирана су острва. Тако су потапањем нижих делова моренског материјала, који је нанесен ледницима за време Леденог доба, постала акумулативна глацијална острва. Оваквих острва има на обалама Скандинавије. Акумулативна речна острва су речна наносна узвишења изнад морског нивоа акумулирана углавном на делтама великих река. Потапањем нижих делова песковитих еолских облика (дине и песковити бедеми) настају акумулативна еолска острва. Оваквих острва има пуно на југоисточној обали Аралског језера. Акумулативна абразиона острва састављена су од материјала који је постао абрадирањем обала и клифа. Овом типу припадају острва која улазе у састав литоралних кордона и барова.
Континентална абразиона острва настају у процесу механичког рада таласа. Таласи се руше о обалу и клиф, абрадирају их и уназадно померају. Дуготрајним деловањем тог рушилачког рада од некадашњег клифа заостају поједини истурени стеновити остењаци који штрче изнад морске површине у виду мањих стеновитих острва. Абразија поступно наставља да уништава ова стеновита острва тако да од њих заостају само стеновити спрудови и шкољеви. Оваква острва веома су бројна на јадранској обали. Изразит пример је острво Свети Никола код Будве.
Самостална острва разбацана су по пучини и јављају се готово у свим деловима басена. Према начину постанка она могу бити вулканска и корална.
Вулканска острва постала су субмаринским вулканским ерупцијама. Нарастањем, подморске вулканске купе јављају се изнад нивоа мора у виду острва. Постоје вулканска острва која су и даље у активној фази вулканизма (Хавајска острва) али и она код којих је вулканска активност завршена (Брусник и Јабука у Јадранском мору). Старе вулканске купе могу деловањем абразије да буду делимично разорене и доведене у стадијум калдере. Продирањем мора у некадашњи кратер он се преображава у залив. Таква острва су Санторин (Егејско море) и Сен Пол у Индијском океану. Вулканска острва у Атлантском океану су Азорска, Тристан да Куња, Света Јелена итд. Позната вулканска острва у Индијском океану су Нови Амстердам, Кергелен, Маскаренска острва и др.
Коралска острва настају нарастањем коралских колонија у тропском појасу Индијског и Тихог океана. Овом типу острва припадају Малдивска, Лакадивска, Кокосова острва, острво Чагос, већи део Андаманских острва итд. Коралска острва деле се на коралске спрудове и атоле.
Коралски спрудови имају облик издужених, ниских баријера које се пружају дуж тропских обала. Атоли су острва у облику прстена постала око потонулих вулканских купа. Унутар њих налазе се затворене лагуне чија је дубина до 100 m. Атоли су углавном незнатне висине, изузев ако су издигнути тектонским покретима, док им пречник може достићи чак 50 km. Највише их има у Тихом океану, поготово у Каролинском и Маршалском архипелагу.

## Галерија
- Велика Британија
- Ирска
- Северно острво
- Шпицберг (Свалбард)